# Goose Prairie
Goose Prairie az Amerikai Egyesült Államok északnyugati részén, Washington állam Yakima megyéjében közel elhelyezkedő önkormányzat nélküli település.
A helységet 1886-ban alapította Tom Fife; a Goose Prairie név egyesek szerint egy az éjszakát a településen töltő lúdra, míg mások szerint a tisztás formájára utal. A településen volt William O. Douglas bíró nyaralója; 2018-ban kezdeményezték az épület bejegyzését a történelmi helyek jegyzékébe.

## Éghajlat
A település éghajlata meleg nyári kontinentális (a Köppen-skála szerint Dfb).
| Hónap                         | Jan.  | Feb.  | Már.  | Ápr.  | Máj.  | Jún. | Júl. | Aug. | Szep. | Okt.  | Nov.  | Dec.  | Év    |
| ----------------------------- | ----- | ----- | ----- | ----- | ----- | ---- | ---- | ---- | ----- | ----- | ----- | ----- | ----- |
| Rekord max. hőmérséklet (°C)  | 15,6  | 15,6  | 22,8  | 26,7  | 31,7  | 34,4 | 38,3 | 36,7 | 34,4  | 29,4  | 18,9  | 16,1  | 38,3  |
| Átlagos max. hőmérséklet (°C) | 0,6   | 3,4   | 5,8   | 10,0  | 14,6  | 18,1 | 23,5 | 23,7 | 19,7  | 13,4  | 5,6   | 1,4   | 11,7  |
| Átlaghőmérséklet (°C)         | −4,7  | −2,7  | −0,4  | 3,5   | 7,4   | 10,8 | 14,7 | 14,6 | 10,9  | 6,3   | 0,6   | −2,9  | 4,9   |
| Átlagos min. hőmérséklet (°C) | −10,0 | −8,7  | −6,6  | −3,0  | 0,2   | 3,5  | 5,8  | 5,4  | 2,2   | −0,9  | −4,4  | −7,3  | −1,9  |
| Rekord min. hőmérséklet (°C)  | −38,9 | −37,2 | −27,8 | −19,4 | −10,6 | −5,6 | −2,8 | −5,0 | −8,3  | −20,6 | −24,4 | −33,3 | −38,9 |
| Átl. csapadékmennyiség (mm)   | 198   | 145   | 111   | 58    | 44    | 36   | 15   | 17   | 42    | 105   | 187   | 231   | 1189  |
| Forrás: Weatherbase           |       |       |       |       |       |      |      |      |       |       |       |       |       |